# Бильд, Ханс
Ханс Бильд (нем. Hans Bild; 7 марта 1921 — 15 мая 2004) — немецкий футболист, нападающий. Выступал за сборную Саара.

## Биография
Всю профессиональную карьеру провёл в клубе «Боруссия» (Нойнкирхен), за который начинал играть ещё в середине 1930-х. После окончания второй мировой войны сыграл за команду два сезона в лиге Саара. В сезоне 1951/52 «Боруссия» была допущена в юго-западную зону немецкой Оберлиги, где финишировала на 7 месте. После окончания сезона Бильд завершил профессиональную карьеру.
Также игрок вызывался в сборную Саара. В её составе он провёл два товарищеских матча в 1951 году, оба против второй сборной Австрии.